# Lupita Ferrer
Lupita Ferrer, właśc. Yolanda Guadalupe (ur. 6 grudnia 1947 w Maracaibo) – wenezuelska aktorka debiutująca na deskach teatralnych, ale szerzej znana z ról w kinie i w telenowelach. Na srebrnym ekranie zadebiutowała w 1965 roku drugoplanową rolą w meksykańskim filmie.

## Filmografia
- 2012: Rosa Diamante (USA) Telemundo jako Rosaura Sotomayor
- 2010: Eva Luna (USA) Univision jako Justa Valdez
- 2007–2008: Pecados Ajenos (Meandry miłości) (USA) Telemundo jako Agata Mercenario
- 2005: Inocente de Tí(inne języki) (USA-Meksyk) Televisa jako Gabriela Smith
- 2003: Amor Descarado(inne języki) (USA) Telemundo jako Morgana Atal
- 2001: Soledad (Peru) ATV jako Victoria Alvarez Calderon
- 1999: Rosalinda (Meksyk) Televisa jako Valeria del Castillo de Altamirano
- 1997: Destino de Mujer(inne języki) (Wenezuela) Venevision jako Aurora
- 1995:  Morelia(inne języki) (USA-Meksyk) Televisa jako Ofelia Santibanez Campos Miranda
- 1995: Nada Personal(inne języki) (Meksyk) TV Azteca jako Maria Dolores de los Reyes
- 1993: Rosangelica (Wenezuela) Venevisión jako Cecilia Gel de la Rosa
- 1992: Las Dos Dianas(inne języki) (Wenezuela) Marte TV jako Catalina
- 1988: Amándote II(inne języki) (Argentyna) Sonotex Artear jako Lisette
- 1988: Amándote(inne języki) (Argentyna) Sonotex Crustel jako Lisette
- 1985: Cristal (Wenezuela) RCTV jako Victoria Ascanio
- 1984: Los Años Felices(inne języki) (Meksyk) Televisa jako Marcela
- 1980: Ligia Sandoval(inne języki) (Wenezuela) Venevision  jako Patricia del Olmo
- 1979: Julia(inne języki) (Meksyk) Televisa jako Julia
- 1977: La Zulianita(inne języki) (Wenezuela) Venevision jako Martha Maria Dominguez
- 1975: Mariana de la Noche(inne języki) (Wenezuela) Televisa i Venevision jako Mariana
- 1974: Peregrina (Wenezuela) Venevision jako Peregrina
- 1973: María Teresa(inne języki) (Wenezuela) Venevision jako Maria Teresa Montiel
- 1970: Esmeralda(inne języki) (Wenezuela) Venevision jako Esmeralda
- 1965: Me ha gustado un hombre (Meksyk)